# Johannes de Thurocz
Johannes de Thurocz (en húngaro: Thuróczy János; en eslovaco: Ján z Turca o Ján de Turocz, en alemán: Johannes de Thurocz, ortografía contemporánea variante: de Thwrocz; c. 1435 - 1488 o 1489), fue un historiador húngaro y autor de la Chronica Hungarorum (Crónica de los Húngaros), la obra más extensa del siglo XV sobre el Reino de Hungría, y la primera crónica húngara escrita por un laico.

## Biografía
Los padres de Thurocz procedían del Condado de Turóc (anteriormente también escrito como Thurocz), en la Alta Hungría (actual región de Turiec en Eslovaquia), donde eran miembros de una familia de terratenientes registrada desde la primera mitad del siglo XIII (el pueblo de Nádasér). El tío de Johannes, Andrés, recibió una propiedad en Pýr como donación del rey Segismundo de Luxemburgo, y el padre de Johannes, Pedro, heredó esta propiedad.
Thurocz fue educado en un monasterio premonstratense en Ipolyság (Šahy, Eslovaquia), donde estudió latín y derecho. En 1465 se presentó en Buda como fiscal del monasterio premonstratense de Ipolyság. De 1467 a 1475 se desempeñó como notario del juez real Ladislao Pálóci, de 1476 a 1486 como notario principal del juez real Esteban Báthory en la corte real, y de 1486 a 1488 como notario principal y juez del secretario personal real Tomás Drági. No se ha conservado evidencia de estudios universitarios, y es posible que el título en latín:«magister» delante de su nombre era simplemente un título cortés para un funcionario o sirviente civil.

## Crónica

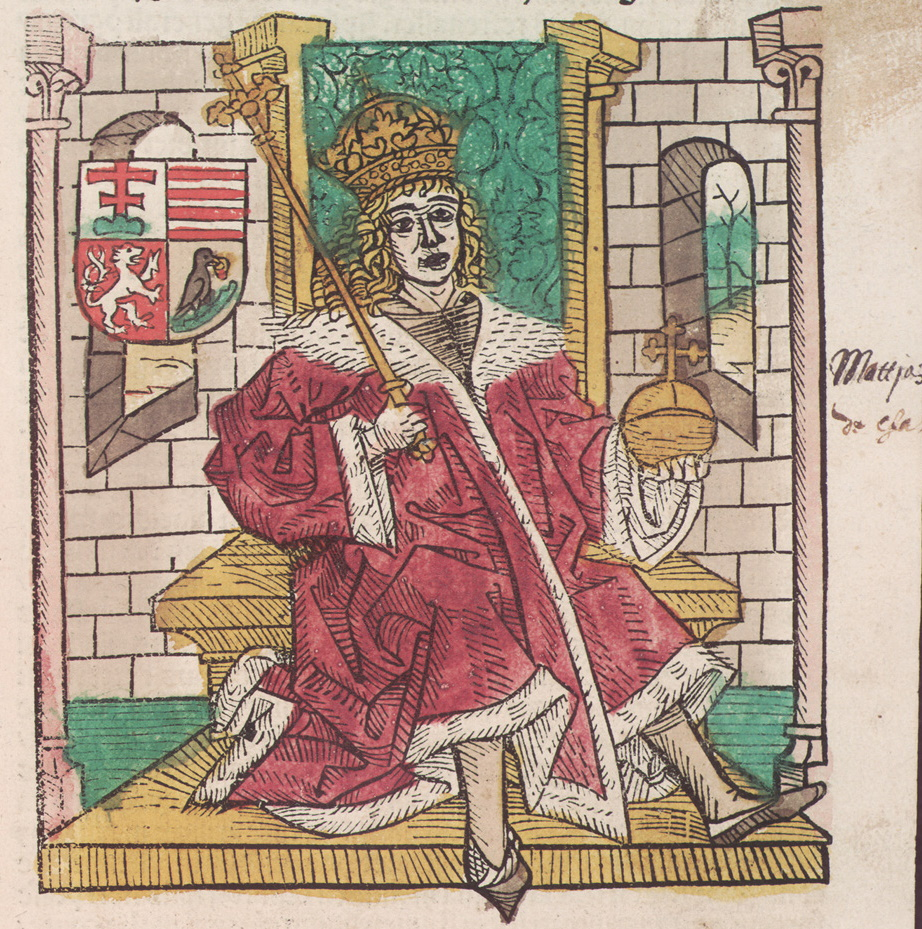
Descripción de Matías Corvino en la Chronica Hungarorum por Johannes de Thurocz.

La crónica de Thurocz se escribió en tres partes principales:
- La primera parte es la interpretación de Thurocz de un poema de Lorenzo de Monacis de Venecia. Trata del gobierno del rey Carlos II de Hungría, y probablemente fue escrito por iniciativa del superior de Thurocz, Esteban de Haserhag (el notario general de la corte real), o tal vez de Tomás Drági. Físicamente, esta parte se adjunta a la parte c) a continuación.
- Thurocz escribió que la segunda parte fue escrita en 1486 y describe las hazañas de los reyes húngaros hasta Luis el Grande. Esta parte, a su vez, consta de tres subsecciones:

1. la llamada crónica húngara basada en antiguas crónicas húngaras (Chronicon Pictum, Crónica de Buda) y manuscritos conservados, en la que Thurocz intenta corregir los errores de sus predecesores;
2. una interpretación de la historia del Reino de Hungría desde 895 (llegada de los magiares) hasta el reinado de Carlos I de Hungría (1307-1342);
3. una historia de parte del reinado de Luis I de Hungría (1342-1382), que surgió a través de la incorporación de una crónica escrita por Juan de Küküllő.

- La tercera parte describe los acontecimientos desde la muerte de Carlos II (fallecido en 1386) hasta la conquista de Viena y Wiener Neustadt por el rey Matías Corvino en agosto de 1487; esto puede considerarse el trabajo original de Thurocz, y fue escrito principalmente a principios de 1487. Se inspiró en el famoso léxico histórico-geográfico Cosmographia de Eneas Silvio Piccolomini y se basó en gran medida en documentos y cartas diplomáticas existentes. Sin embargo, la información de la Cosmographia se seleccionó de manera algo unilateral y al azar.

Según sus propias palabras en la dedicación de la obra, Thurocz no tenía ambiciones como historiador. De hecho, su crónica contiene muchos errores y omite una serie de hechos significativos. Además de fuentes más confiables, el trabajo se basa ampliamente en la tradición oral, canciones populares y anécdotas, y contiene muchas referencias a eventos y maravillas «milagrosas».
El destino y la fortuna juegan un papel importante en la historia vista por Thurocz. Como muchos de sus contemporáneos, estaba convencido de la estrecha relación entre la fortuna humana, los acontecimientos históricos y el movimiento de los cuerpos celestes.
Thurocz buscó una explicación de una serie de eventos en el imperativo moral. Prestó mucha atención a la descripción de los sentimientos internos de los personajes históricos, pero tuvo una tendencia evidente a idealizar a los héroes húngaros Atila y Matías Corvino, mientras minimizaba el significado de las reinas de Hungría.

## Primeras ediciones

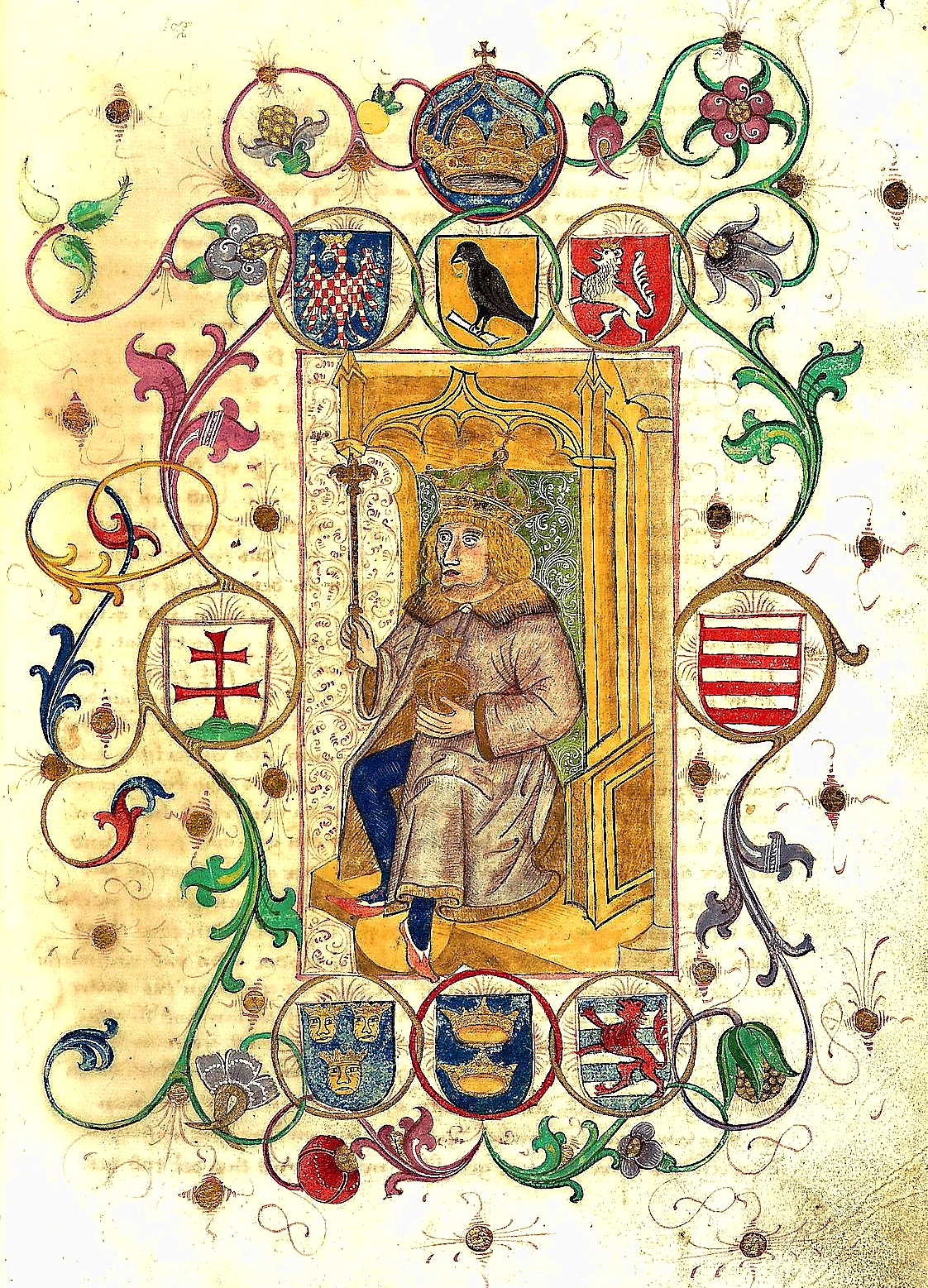
Heráldica de Matías Corvino en un manuscrito alemán de 1490.

Las primeras ediciones de la Chronica Hungarorum se publicaron en 1488 en Brno, (Moravia) y Augsburgo. A lo largo de los siglos siguientes siguieron más ediciones en Fráncfort, Viena, Nagyszombat y Buda.
Las primeras ediciones existentes incluyen:
- Ilustraciones en xilografía coloreadas a mano (55), las letras iniciales Inc C 75, número de acceso F 1450/76 Biblioteca Nacional Eslovaca en Matica slovenská en Martin (Eslovaquia), segunda edición, Augsburgian, versión 2.
- Bucarest, Biblioteca nacional de Rumania, Inc. I 41 Fecha segura: 03/07/1488 III No. Jun. 1488
- La edición de Brno, publicada el 20 de marzo de 1488, impresa por Couradus Stahel y Matthias Preinlein. Una copia se conserva en la Biblioteca Mănăstirii Brâncoveanu en Rumania; un segundo en la Biblioteca de la Universidad de Graz, Austria; y un tercero en Braşov, Rumanía (Parohia evanghelică CA Biserica Neagră 1251/2).
- La edición Augsburg Augusta Vindelicorum, fechada el 3 de junio de 1488. Editor Erhard Ratdolt para Theobald Feger, ciudadano de Buda.
- Manuscrito alemán de 1490: una copia en Heidelberg (Cod. Pal. Germen. 156); otro en Cambridge (Massachusetts), Houghton Library, (Sra. Ger. 43 [antes Nikolsburg, Fürstl. Dietrichsteinsche Bibl., Cod. II 138]).